# Sparidae
Sparidae (dansk: Havrudefamilien) er en familie af pigfinnefisk. De tilhører klassen benfisk (Actinopterygii) og ordenen aborreordenen (Perciformes). Der findes over 100 arter, og de største kan veje op til 50 kg.

## Forekomst
Havruder forekommer i tropiske og subtropiske dele af alle oceaner. Enkelte arter lever i brak- og ferskvand. Der er rapporteret i alt 10 arter som sensommergæster i danske farvande. Heraf er de hyppigst optrædende almindelig havrude (Spondyliosoma cantharus), spidstandet blankesten (Pagellus bogaraveo), rød blankesten (Pagellus erythrinus), guldbrasen (Sparus aurata) (dorade).

## Danske Navne
| Dansk                  | Latin                   |
| ---------------------- | ----------------------- |
| Akarnaisk Blankesten   | Pagellus acarne         |
| Almindelig Havrude     | Spondyliosoma cantharus |
| Guldbrasen             | Sparus aurata           |
| Marokkansk Havrude     | Dentex maroccanus       |
| Okseøjefisk            | Boops boops             |
| Rød Blankesten         | Pagellus erythrinus     |
| Sorthale               | Diplodus sargus         |
| Spidstandet Blankesten | Pagellus bogaraveo      |
| Stribet Havrude        | Sarpa salpa             |